# Piazza del Popolo (Roma)
Piazza del Popolo è una delle più celebri piazze di Roma, ai piedi del Pincio.

## Storia
L'origine del nome della piazza è incerta: c'è un'etimologia che deriva "popolo" dal latino populus (pioppo), sulla base della tradizione che vuole ci fosse, nella zona, un boschetto di pioppi pertinente alla tomba di Nerone, che era lì presso. Si ritiene, che papa Pasquale II fece costruire a ridosso delle mura una cappella, a spese del popolo romano (quella su cui poi sarebbe sorta la chiesa attuale di Santa Maria del Popolo): del popolo era la Madonna, del Popolo diventò la piazza. È tuttavia ritenuta ipotesi altrettanto fondata l'origine del termine data dall'Armellini derivante dal termine populus sinonimo di pieve o parrocchia, relativo al primo nucleo di case prossime all'edificio sorte in età medievale.
In passato, la piazza si è chiamata "piazza del Trullo", a causa di un monumento circolare all'epoca presente nei pressi della piazza (simile ad un trullo, appunto). Questo monumento è attestato ancora come esistente agli inizi del XVI secolo.

## Architettura

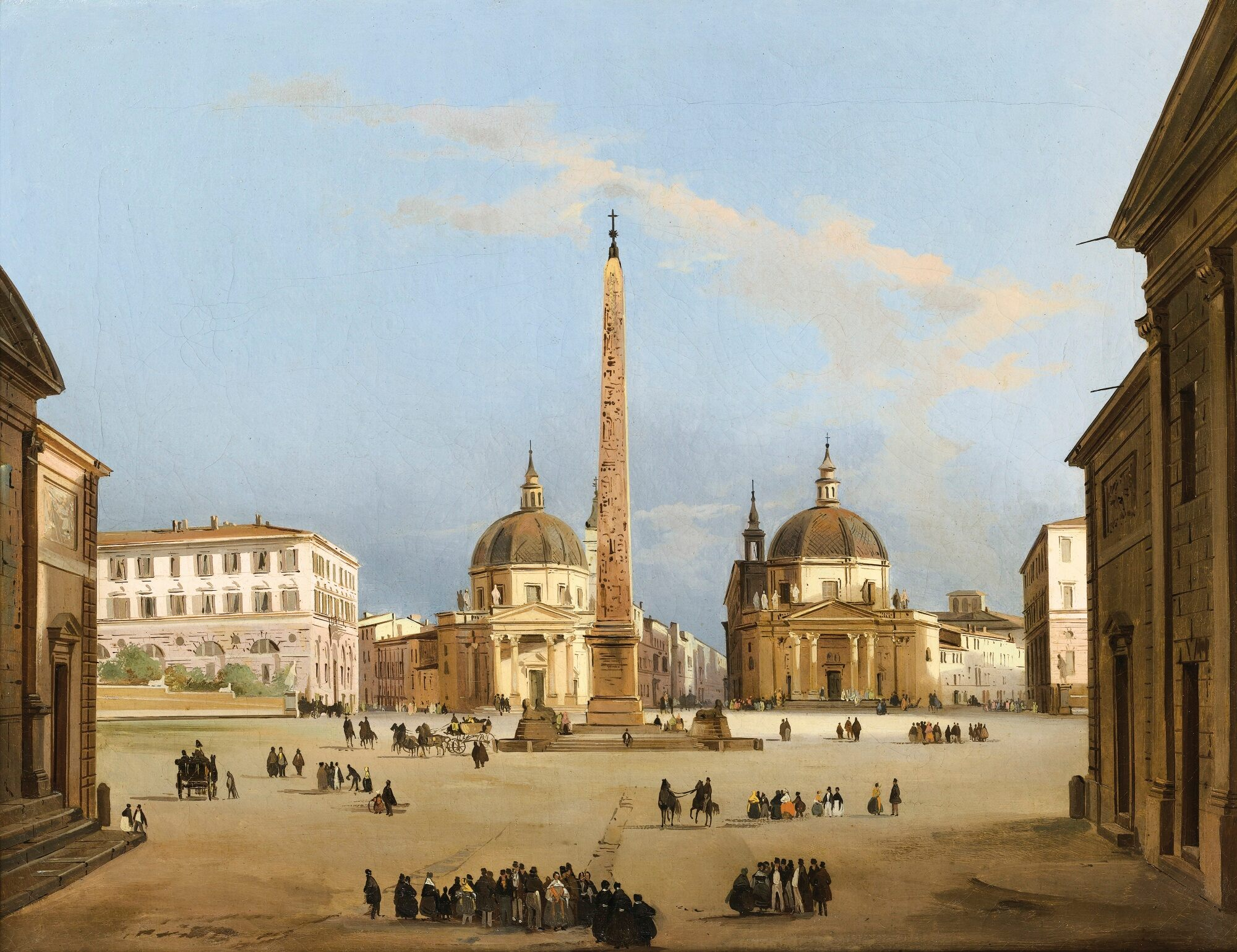
Piazza del Popolo in un dipinto di Ippolito Caffi del 1847.

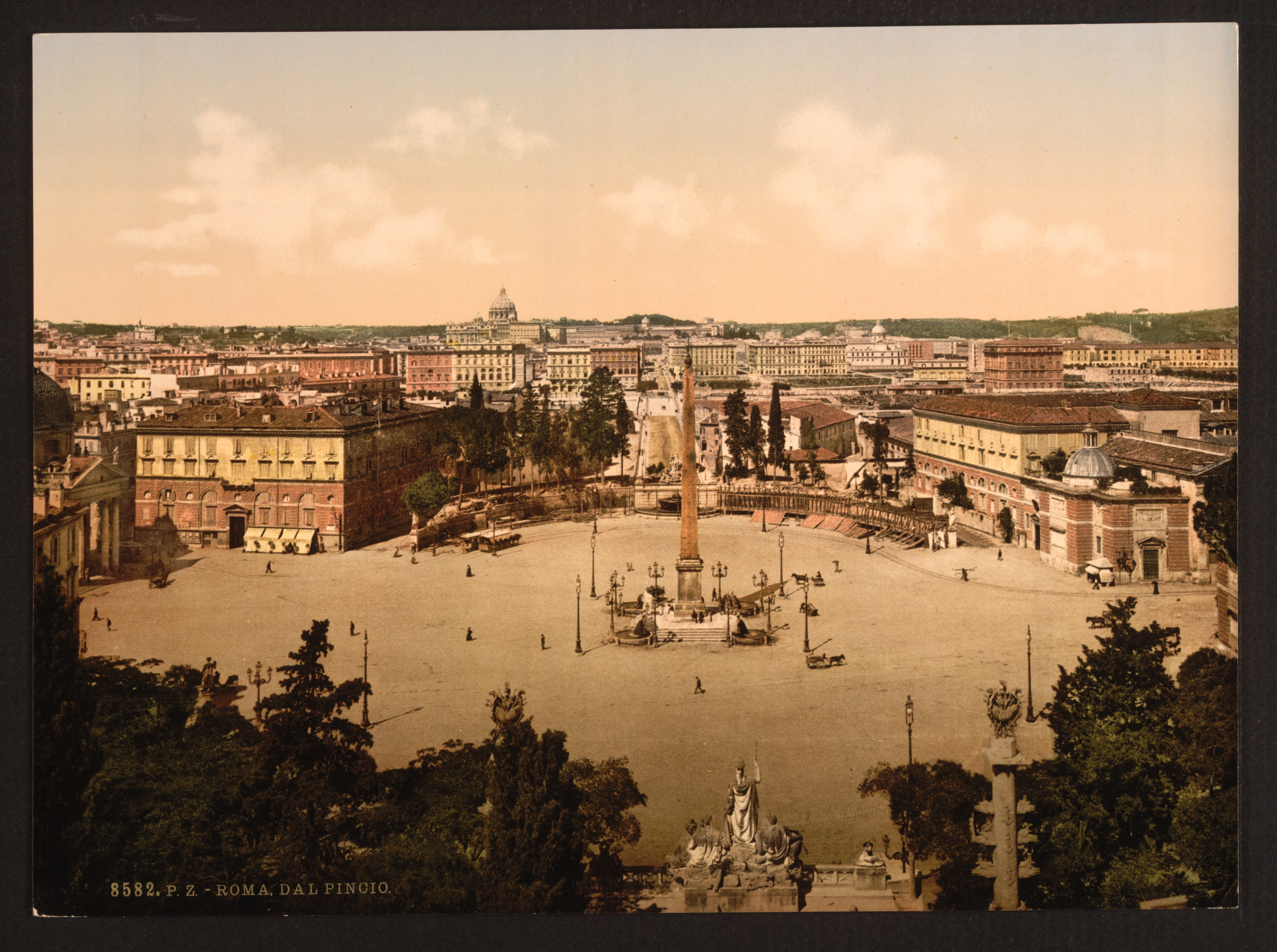
La piazza vista dal Pincio tra il 1890 e il 1900

La piazza negli anni sessanta

La piazza e la sua porta sono un ottimo esempio di "stratificazione" architettonica, un fenomeno che si è verificato per i continui avvicendamenti di pontefici che comportavano modifiche e rielaborazioni dei lavori edilizi e viari. Sulla piazza si affacciano ben tre chiese. 
La più antica è la basilica di Santa Maria del Popolo, a lato della porta omonima. Venne eretta (sul sepolcro dei Domizi dove Nerone fu sepolto) nell'XI secolo da papa Pasquale II, ma venne poi ricostruita sotto papa Sisto IV da Baccio Pontelli e Andrea Bregno tra il 1472 ed il 1477, che le danno un aspetto rinascimentale. Tra il 1655 ed il 1660 papa Alessandro VII (Chigi) decise di restaurare la chiesa dandole un aspetto più brioso; per questo incaricò Gian Lorenzo Bernini, che restaura nuovamente la chiesa, donandole questa volta una chiara impronta barocca che si può ammirare ancora oggi. La chiesa ospita dei dipinti di grandissima importanza: del Caravaggio sono presenti capolavori come Conversione di san Paolo e Crocifissione di san Pietro, nonché diversi affreschi del Pinturicchio, l'Assunzione di Annibale Carracci, oltre alle architetture di Raffaello Sanzio e del Bramante e ad alcune sculture di Andrea Bregno e dello stesso Gian Lorenzo Bernini, come il magnifico organo sorretto da due angioletti in bronzo.
Nel 1562-1565 Nanni di Baccio Bigio, su commissione di papa Pio IV (Medici), sistema la facciata esterna della Porta del Popolo. Successivamente, nel 1655, papa Alessandro VII commissiona a Gian Lorenzo Bernini i lavori per risistemare la facciata interna ed il cornicione superiore.
Nel 1573, papa Gregorio XIII (Boncompagni) colloca al centro della piazza una fontana di Giacomo della Porta, una delle nuove diciotto fontane progettate dopo il restauro dell'acquedotto Vergine. Ma nel 1589 papa Sisto V (Felice Peretti) innalza un grande obelisco al centro della piazza, alto 24 metri, costruito ai tempi dei faraoni Ramesse II e Merenptah (1232-1220 a.C.), portato a Roma sotto Augusto e precedentemente collocato al Circo Massimo. Domenico Fontana sposta la fontana di Della Porta verso l'inizio di via del Corso.
Le due chiese gemelle, come vengono chiamate Santa Maria in Montesanto (1675) e Santa Maria dei Miracoli (1678), vengono costruite per volere di Alessandro VII, ma i lavori terminano solo dopo la scomparsa del pontefice (1667), rinnovando profondamente l'aspetto della piazza, e costituendo i due poli del Tridente, formato da via del Corso, via del Babuino e via di Ripetta. I due edifici, che conferiscono alla piazza un aspetto barocco, vengono iniziati da Carlo Rainaldi e completati da Gian Lorenzo Bernini, con la collaborazione di Carlo Fontana.
La forma della piazza assume la conformazione attuale solo alla fine del XIX secolo. Precedentemente era una modesta piazza di forma trapezoidale, che si allargava verso il Tridente. Al tempo dell'occupazione napoleonica, infatti, l'aspetto architettonico ed urbanistico della piazza venne rivisto dall'architetto neoclassico Giuseppe Valadier, che già nel 1793 aveva presentato un progetto secondo il quale due caserme di cavalleria avrebbero dovuto essere disposte ai lati della piazza stessa. Ma con la prima invasione da parte di Napoleone (che entra a Roma nel 1798 e poi nel 1809) i francesi imposero a Valadier un progetto di "pubblica villa e passeggiata", che però non poté essere realizzato perché non teneva conto dei dislivelli del terreno tra il Pincio e la piazza sottostante. Dopo un secondo progetto che presentava lo stesso problema, l'opera di sistemazione fu affidata all'architetto Louis-Martin Berthault, ma appena i francesi furono andati via da Roma fu di nuovo Valadier a realizzare il progetto della definitiva trasformazione. Grazie al suo intervento, la piazza assunse l'attuale forma ellittica, nella parte centrale, completata da una duplice esedra, decorata con numerose fontane e statue, che si protende verso la terrazza del Pincio e verso il fiume Tevere. Nel 1818 sempre Valadier rimosse la vecchia fontana di Giacomo Della Porta che, sotto il pontificato di papa Leone XII (1822 – 1829) venne sostituita da una nuova architettura. Valadier continuò la sua opera di rinnovamento sistemando anche la zona delle pendici del Pincio, raccordando Piazza del Popolo e il colle con delle ampie rampe, adornate da alberi e carrozzabili, terminate nel 1834. La terrazza del Pincio divenne così una delle più celebri passeggiate di Roma, frequentata dal popolo, dalla borghesia, dalla nobiltà, dall'alto clero e dagli stessi pontefici.

## Le fontane

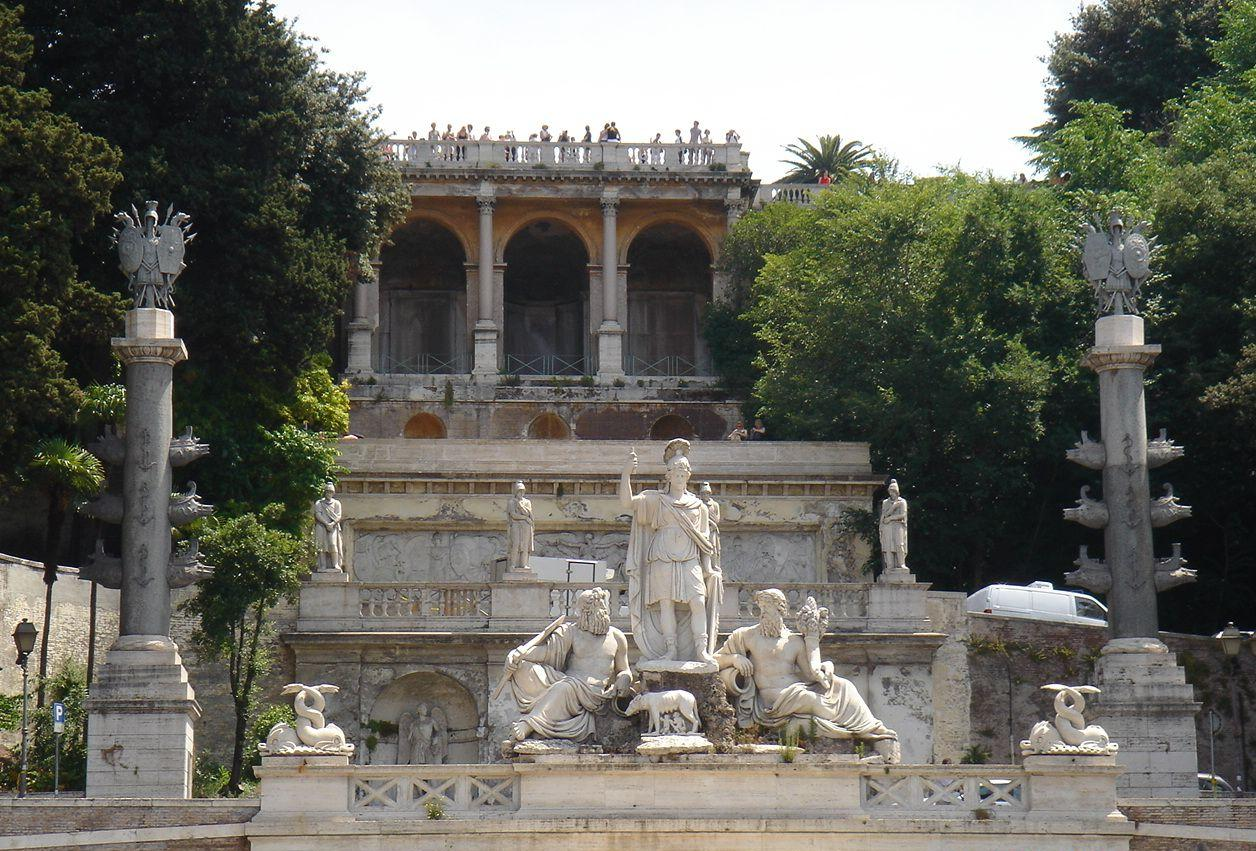
Fontana della Dea Roma e terrazza del Pincio

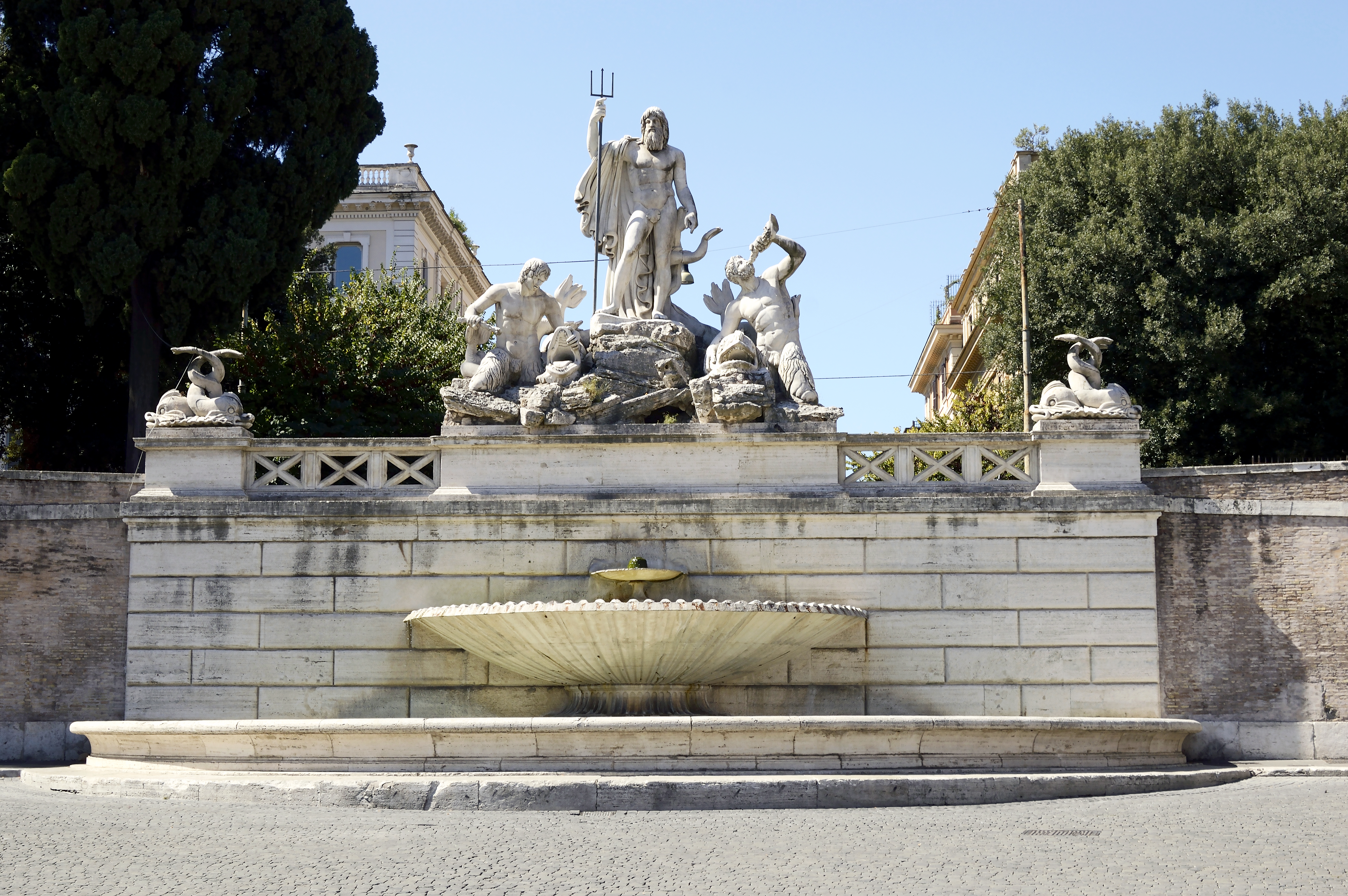
Fontana del Nettuno

Nel 1823 Valadier rimpiazzò la vecchia fontana dellaportiana con una struttura del tutto nuova. Riprendendo forse un'idea che era stata già di papa Sisto V allorché commissionò a Giacomo Della Porta l'edificazione della fontana centrale, posizionò ai quattro spigoli dell'obelisco altrettanti leoni in marmo in stile egizio (in armonia dunque con le origini dell'obelisco stesso), dalle cui fauci un getto d'acqua precipita in una vasca, disposta su una breve gradinata su cui è posto l'intero monumento.
Subito dopo realizzò anche altre due fontane quasi gemelle, posizionandole al centro delle pareti curve che delimitano l'ellisse della piazza. La struttura delle due fontane è uguale: un'ampia vasca a livello stradale alla base di un muro lungo quanto il diametro della vasca stessa, nella quale l'acqua tracima da un catino semicircolare a forma di conchiglia appoggiato al muro stesso, che a sua volta viene riempito dall'acqua che, uscendo dal muro, riempie un altro piccolo catino. In cima al muro di ciascuna fontana, per ogni estremità, una coppia di delfini con le code attorcigliate, mentre al centro un gruppo statuario costituisce l'unica differenziazione tra le due opere. Nella fontana occidentale, quella sul lato del Tevere, su un gruppo di rocce una statua di Nettuno affiancata da due tritoni e da altrettanti delfini. In quella orientale, sul lato del Pincio, il gruppo di rocce sorregge la statua della dea Roma, affiancata dalle statue sedute del Tevere e dell'Aniene, tra le quali, ai piedi della dea Roma, la lupa capitolina che allatta i gemelli.
Anche la rampa di raccordo tra la piazza ed il Pincio fu ornata da una fontana maestosa più per le dimensioni che per l'effettivo valore artistico. Nella parte intermedia della salita, praticamente dietro alla “dea Roma”, Valadier realizzò una struttura composta da due architetture differenti, l'una sull'altra. Nella metà superiore tre grosse nicchie, delimitate da colonne su alti pilastri che sembrano sostenere la balconata del noto terrazzo che, dal Pincio, guarda verso la piazza. All'interno delle nicchie l'acqua precipita dall'alto come in una cascata. La metà sottostante, leggermente più avanzata rispetto ai nicchioni superiori, è costituita da un muro nel quale si aprono, in corrispondenza di quelle superiori, tre nicchie più piccole, dotate ciascuna di un piccolo catino di raccolta dell'acqua.

## Ultimi interventi
Nel 1878-1879 vennero abbattute le due torri laterali che servivano a fortificare la porta, che all'epoca aveva ancora un solo fornice, e furono aggiunti i due fornici laterali, più piccoli. Dopo la breccia di Porta Pia, venne ricavata una nuova via d'accesso alla piazza, adornata di giardinetti laterali, strade e scalette, dietro l'esedra sul fiume, a seguito della costruzione del ponte Margherita (1886–1891). L'ultimo intervento strutturale rilevante avvenne in epoca fascista, nel 1936, quando fu inaugurata la mostra del rinnovato acquedotto Vergine nel grande nicchione sotto la terrazza del Pincio.
Oggi Piazza del Popolo è un'ampia isola pedonale di circa 17100 m², luogo di eventi pubblici importanti: la sua capienza le permette di ospitare sino a 65 000 persone. Qui ha anche sede il Comando Regione Carabinieri Lazio nella caserma (ex convento agostiniano, poi caserma dei gendarmi pontifici, poi – nel 1870 – prima sede dei Reali Carabinieri dei Savoia) intitolata a Giacomo Acqua.

## Galleria d'immagini

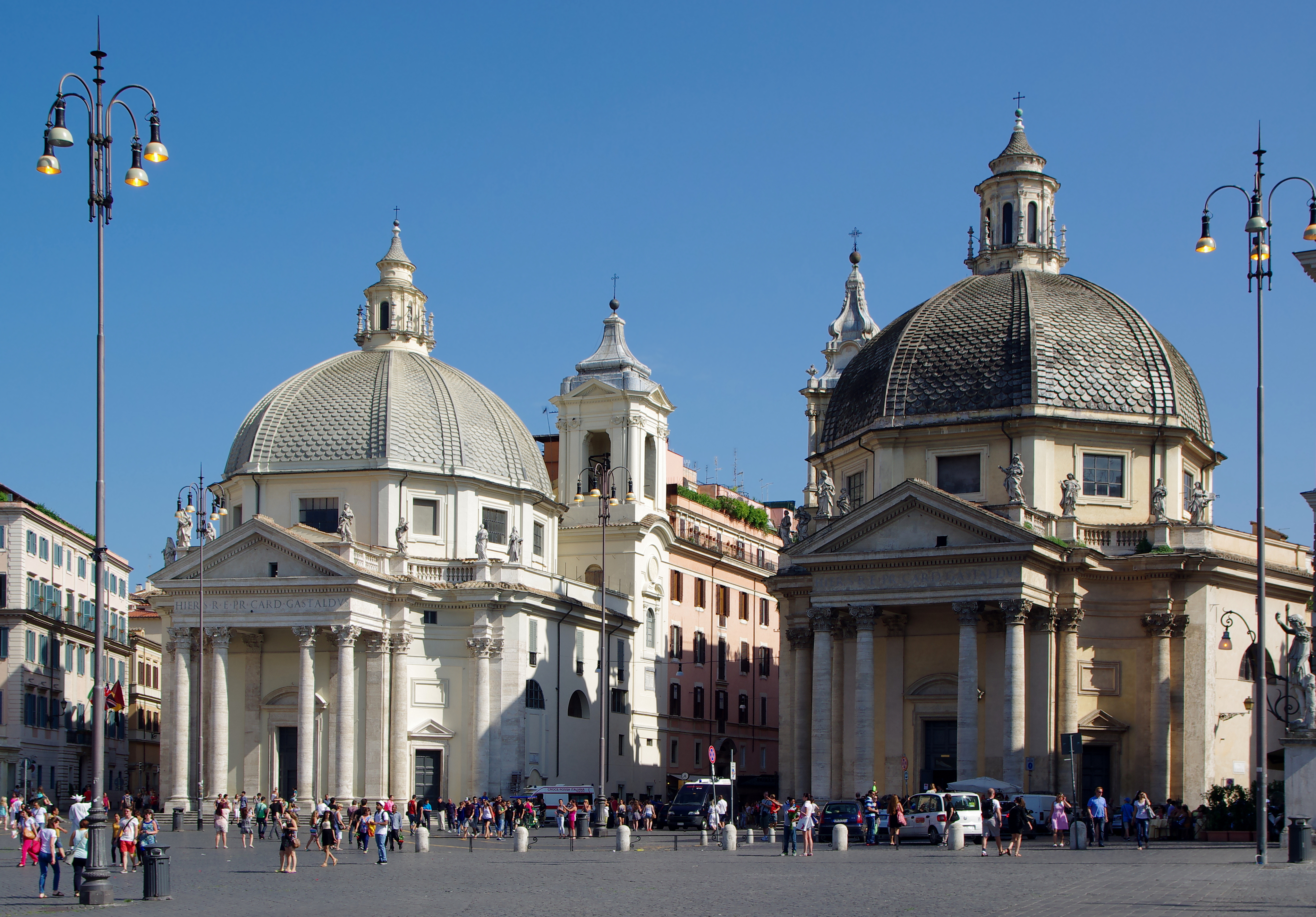
A sinistra, Santa Maria in Montesanto; a destra, Santa Maria dei Miracoli
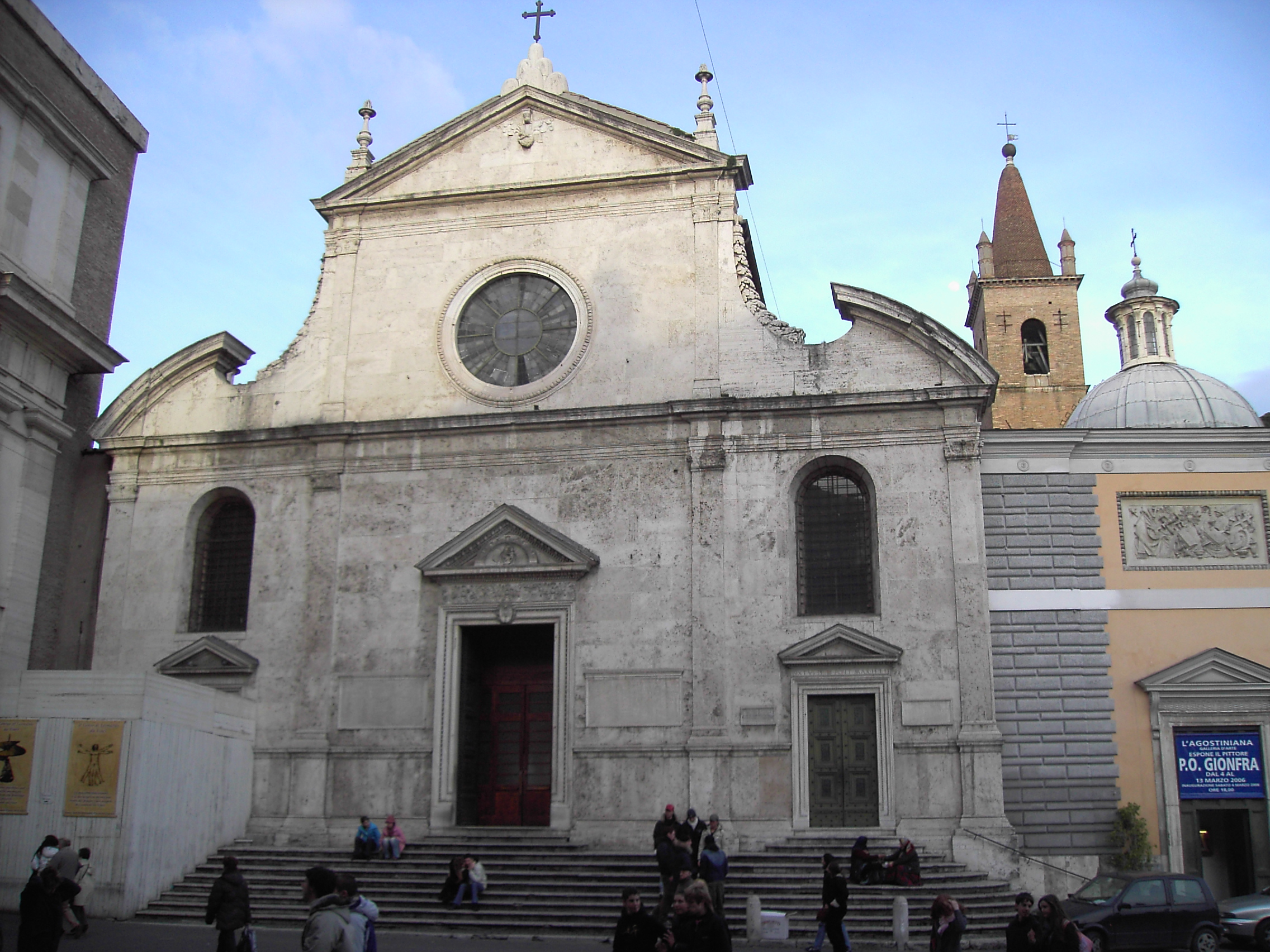
Santa Maria del Popolo
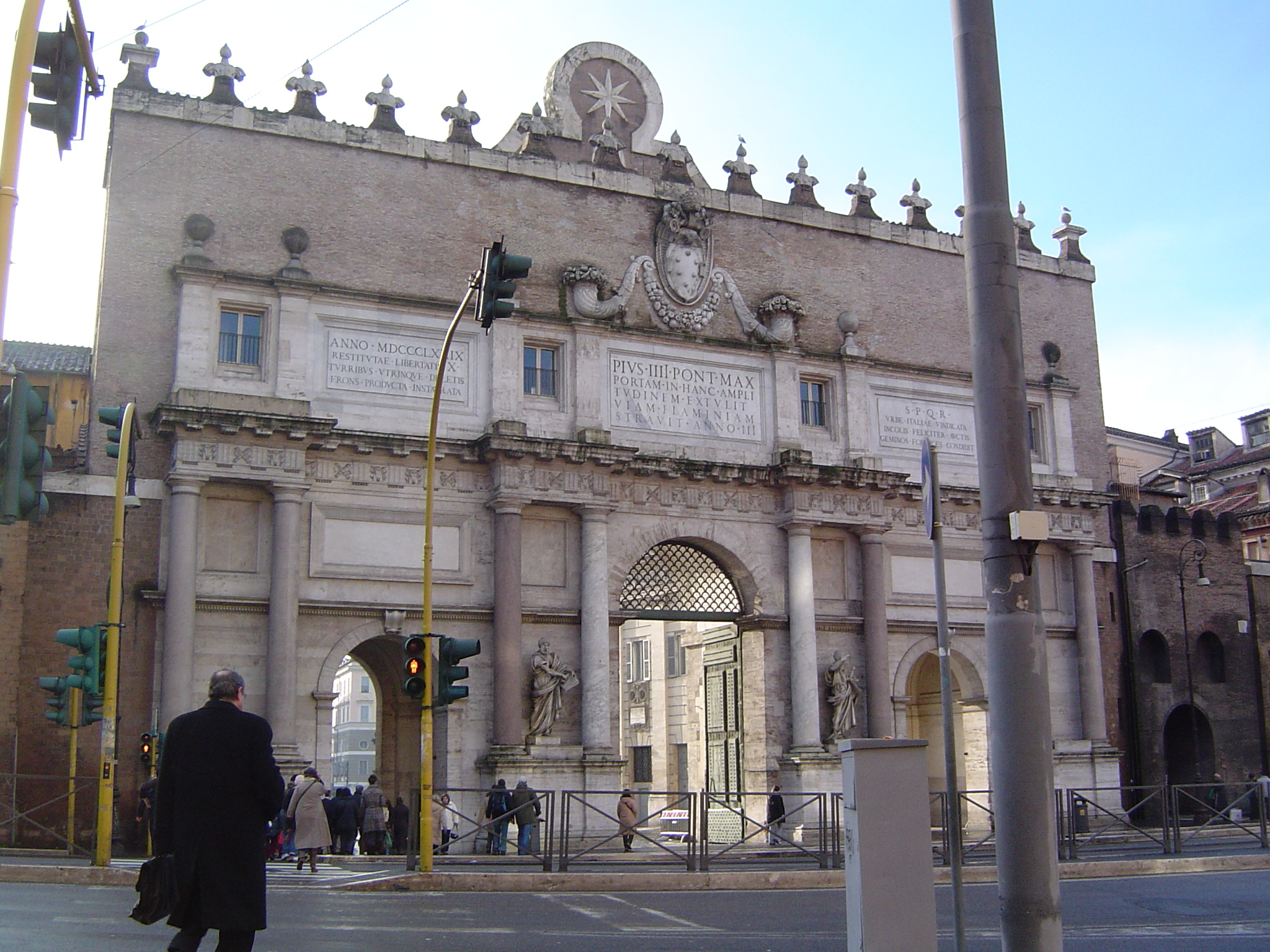
Porta del Popolo
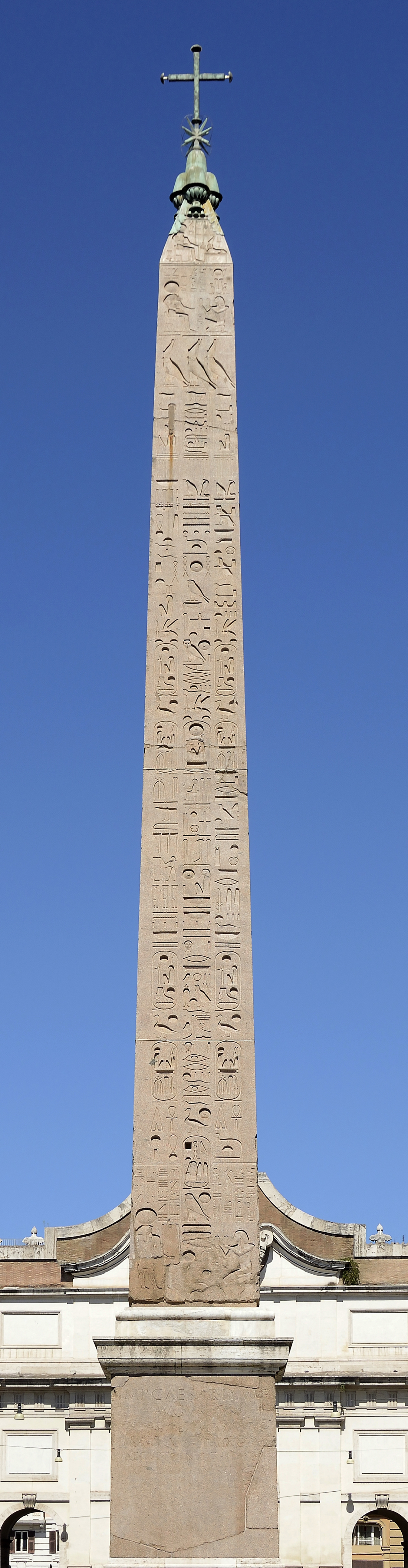
L'Obelisco Flaminio
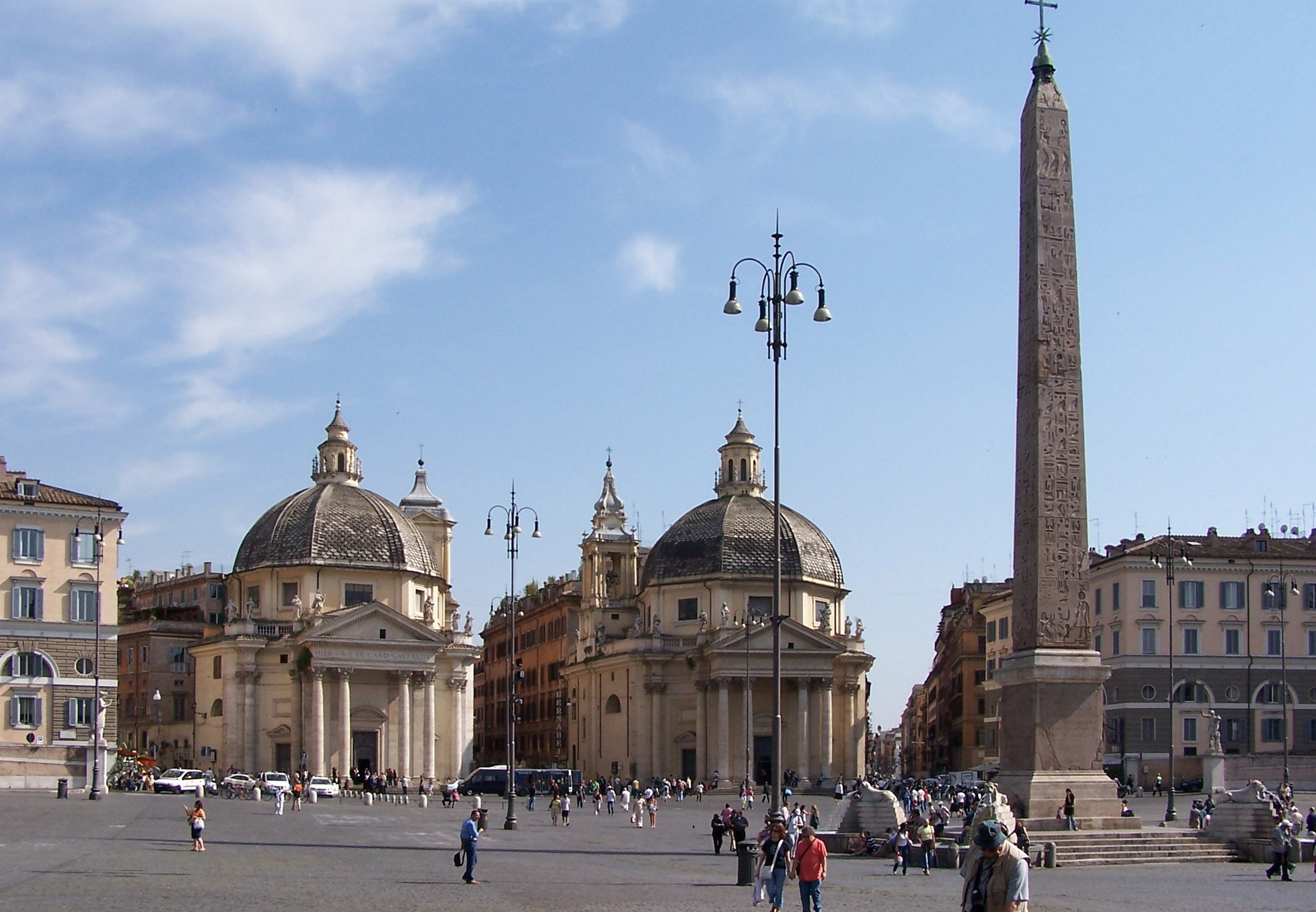
Le chiese gemelle
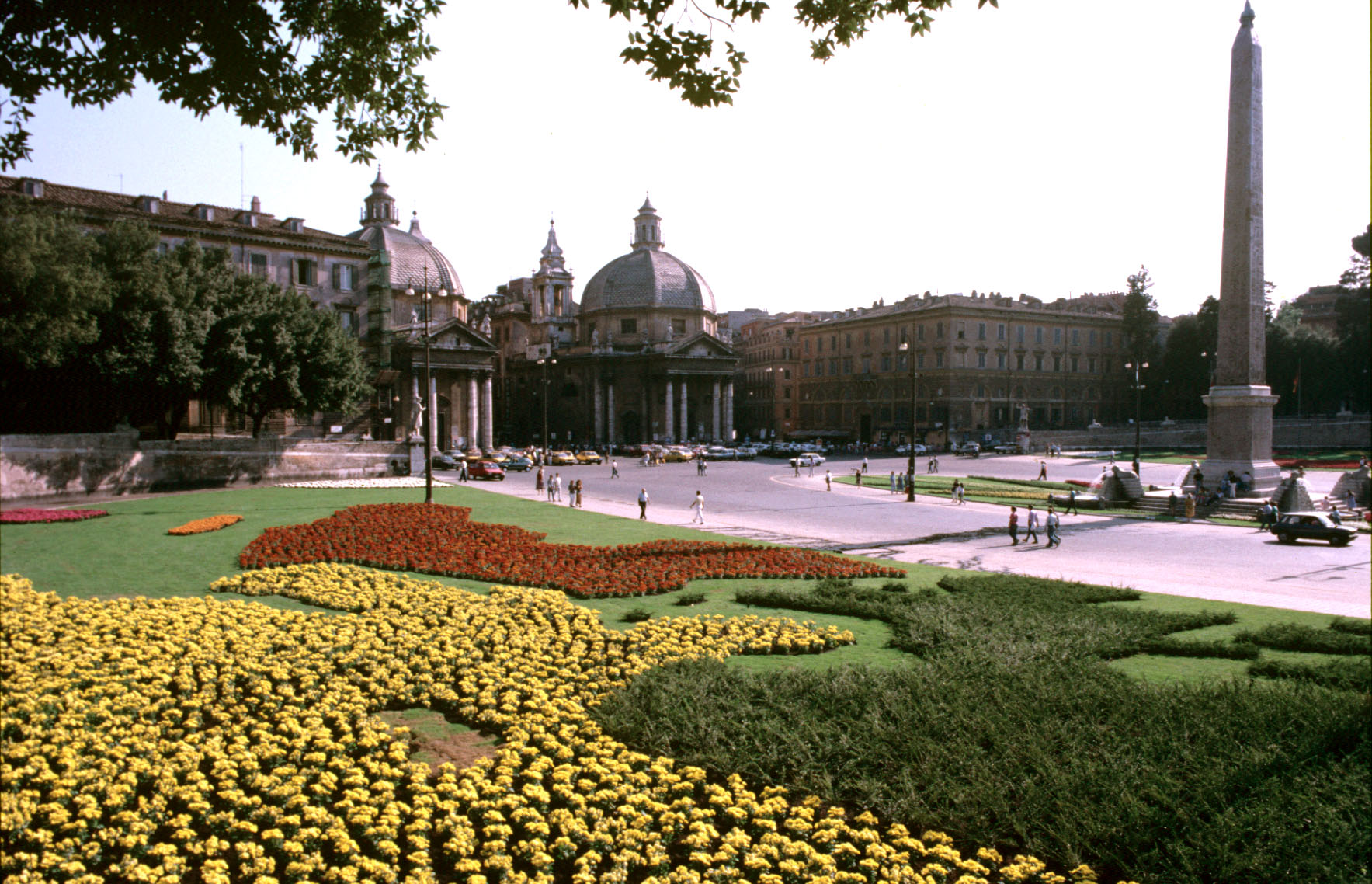
Infiorata a piazza del Popolo 1987
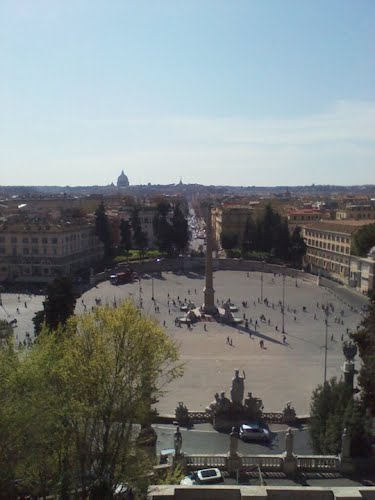
Vista dalla Terrazza del Pincio

## Collegamenti e dintorni
| È raggiungibile dalla fermata Flaminio | del tram 2 |

|  | È raggiungibile dalla stazione Piazzale Flaminio. |

Dintorni:
- Basilica di Santa Maria del Popolo
- Piazzale Flaminio
- Pincio
- Porta del Popolo
- Basilica di Santa Maria in Montesanto
- Chiesa di Santa Maria dei Miracoli
- Via del Corso
- Via del Babuino
- Via Margutta
- Via di Ripetta
- Villa Borghese

## Nella cultura popolare
A Piazza del Popolo è dedicato il brano di apertura, dallo stesso titolo, del celebre album di Claudio Baglioni del 1972 Questo piccolo grande amore